# SR (企業)
株式会社SRは、大韓民国の高速列車SRTおよび同列車が走行する水西平沢高速線を運営する鉄道運営公社である。韓国鉄道公社（KORAIL）の子会社。本社はソウル特別市にある。
自社運行のSRTは線路使用料がKORAIL（34%）より高い50%
にもかかわらずKTXより平均10%安い運賃を標榜し、2016年12月より韓国第2の高速鉄道運営事業者として競争体制の担い手となる。

## 沿革
- 2013年12月27日 水西高速鉄道株式会社 法人設立登記および事業許可取得
- 2014年
  - 1月10日 発足式
  - 3月18日 新規高速鉄道車両10編成の購入契約を締結
  - 4月16日 韓国鉄道施設公団と業務協約を締結
  - 6月11日 株式会社SR（Supreme Railways）に社名変更
  - 6月19日 韓国鉄道公社と業務協約を締結
  - 7月1日 韓国鉄道協会へ加入
- 2015年
  - 7月10日 アシアナ航空と業務協約を締結
  - 8月17日 大田広域市西区屯山洞からソウル特別市江南区水西洞に本社移転
- 2016年12月9日 - 水西平沢高速線開業、SRT運行開始。
- 2019年8月1日 - 客室サービスの委託先を「KORAIL観光開発」に変更。同社はKTXの客室サービスを担当している。

## 運行路線
- 水西高速鉄道[3]
  - 京釜高速線直通
    - 水西駅 - 釜山駅

  - 湖南高速線直通
    - 水西駅 - 光州松汀駅
    - 水西駅 - 木浦駅

  - 線内運転
    - 水西駅 - 東灘駅

## 保有車両
- 120000系 - 22編成220両（KORAILからのリース車）
- 130000系 - 10編成100両